# Knocker-up

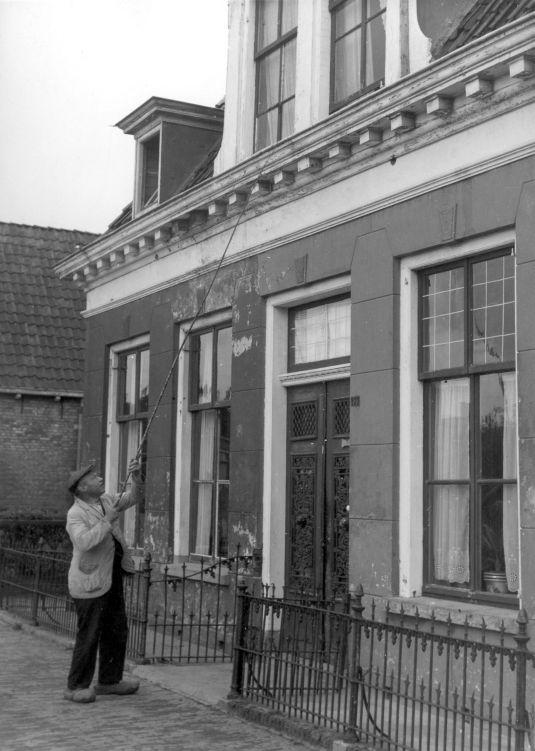
Knocker-upper 1947.

Knocker-up (иногда употреблялось название knocker-upper) — профессия в Англии и Ирландии, возникшая во время промышленной революции и существовавшая до 1920-х годов. Работа knocker-up состояла в том, чтобы утром будить людей на работу.
Для подачи сигнала использовались дубинки, палки, трости, которыми стучали в двери клиентов, проживающих на первом этаже, или длинные и лёгкие палки, часто сделанные из бамбука, чтобы достать до окон на верхних этажах. Иногда использовалась духовая трубка, из которой стреляли по окну горохом. За свою работу knocker-up получал несколько пенсов в неделю. Они не прекращали стука в двери или окно клиента, пока не убеждались, что он разбужен.
Этой работой занималось большое количество пожилых людей, особенно в крупных промышленных городах, таких как Манчестер. Иногда констебли за дополнительную плату будили рабочих во время утреннего патрулирования.
В романе Чарльза Диккенса «Большие надежды» есть краткое описание работы knocker-up.